# Hermann Reinhold Pauli

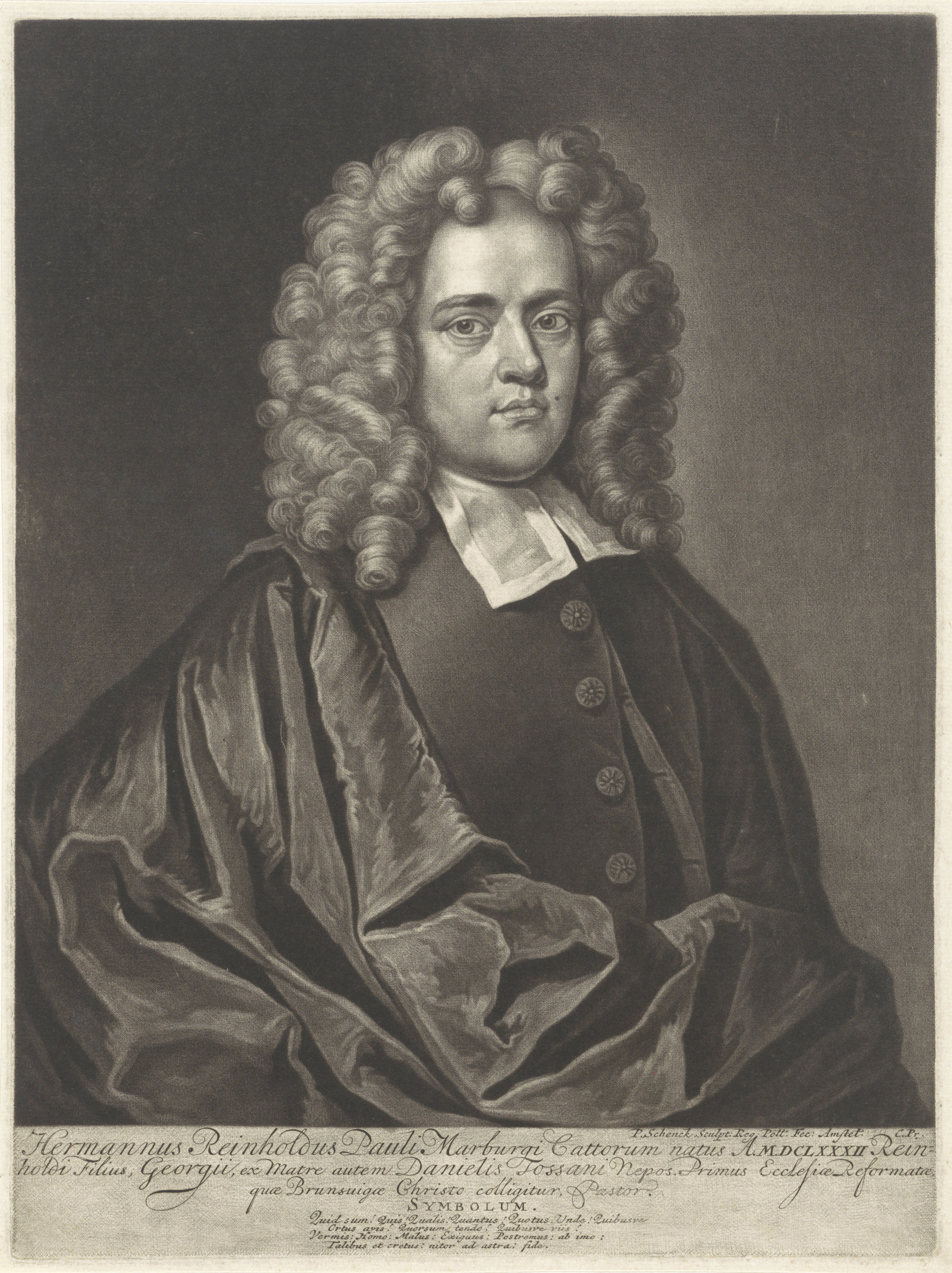

Hermann Reinhold Pauli (Marburg, 28 februari 1682 – 5 augustus 1750) was een Duits gereformeerd theoloog en predikant.

## Biografie
Hermann Reinhold Pauli stamde van vaders zijde uit een geslacht van Dantzigse geestelijken. Zijn vader, Reinhold Pauli, was hoogleraar in de theologie. Hermann Pauli was erg jong toen zijn vader overleed. Zijn moeder, een dochter van Daniel Tossanus, werd in Frankenthal geboren en overleed in 1697. Hermann volgde onderwijs in zijn geboorteplaats en begon in 1696 met zijn theologiestudie aan de plaatselijke universiteit. Daarna bezocht hij samen met zijn oudere broer het Altes Gymnasium in Bremen en studeerde vanaf 1701 weer in Marburg. In het volgende jaar werd Pauli al hofpredikant. Drie jaar later, in 1705, werd hij predikant in Brunswijk. Om zijn gemeente te ondersteunen maakte hij in oktober 1705 een collectereis naar Nederland. Daar leerde hij bekende gereformeerde theologen kennen. Vanaf 1724 was Hermann Reinhold Pauli werkzaam als prediker in Frankenthal. In 1728 verhuisde hij naar Halle, waar hij werd aangesteld als tweede domprediker en hoogleraar aan het Gymnasium Illustre. Eerste domprediker en Konsistorialrat werd Pauli in 1734. Later kreeg hij tevens een functie als Inspektor van het Domgymnasium. Na meerdere ziekten overleed Hermann Reinhold Pauli uiteindelijk op 5 augustus 1750.

## Publicaties (selectie)
- Lobe, lobe meine Seele, den der heißt Herr Zebaoth